# Sejmowa komisja śledcza

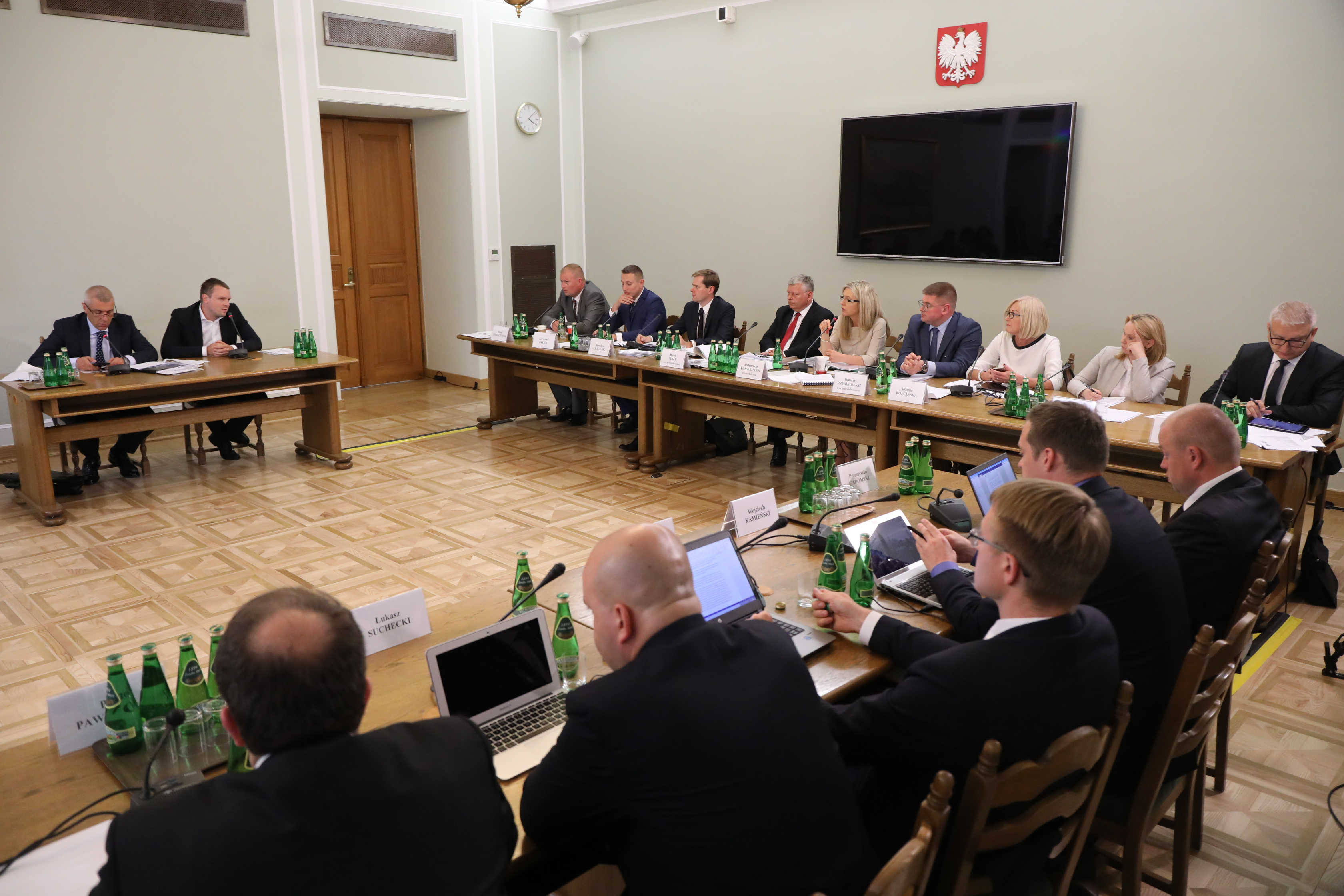
Posiedzenie sejmowej komisji śledczej (2017)

Sejmowa komisja śledcza – w polskim prawie konstytucyjnym komisja sejmowa powołana do zbadania określonej sprawy.
Została ustanowiona ustawą z 21 stycznia 1999, stała się nową, nieznaną wcześniej w polskiej praktyce parlamentarnej instytucją. Sejm RP nadał komisji śledczej uprawnienia prokuratorskie, a członkowie komisji uzyskali w ten sposób prawo do przesłuchiwania świadków zgodnie z zasadami kodeksu postępowania karnego. Zakończeniem pracy komisji sejmowej jest sprawozdanie, które może skutkować pociągnięciem wskazanych w nim osób do odpowiedzialności przed Trybunałem Stanu.
Polityczną przesłanką uchwalenia ustawy było m.in. wyjaśnienie afery Olina.
Posiedzenia sejmowej komisji śledczej odbywają się, co do zasady, w Sali Kolumnowej w Sejmie.
Instytucja sejmowej komisji specjalnej w porządku konstytucyjnym Rzeczypospolitej Polskiej istnieje od 8 kwietnia 1989, na skutek wprowadzenia nowelą kwietniową art. 23 ust. 5 w brzmieniu, Sejm może powołać komisję do zbadania określonej sprawy. Uprawnienia i tryb działania komisji ustala Sejm.

## Współczesna komisja śledcza

### Powołanie komisji śledczej
Komisja powoływana jest do zbadania określonej sprawy przez Sejm w drodze uchwały bezwzględną większością głosów. Projekt uchwały, który powinien wskazywać potrzebę i cel powołania komisji, może być wniesiony przez Prezydium Sejmu lub co najmniej 46 posłów.

### Skład komisji
W skład komisji może wchodzić do 11 członków, którzy powinni odzwierciedlać reprezentację w Sejmie klubów parlamentarnych i kół poselskich, mających swoich przedstawicieli w Konwencie Seniorów, odpowiednio do jej liczebności.

### Wyłączenie posła z komisji
Poseł nie może być członkiem komisji, jeśli badana sprawa dotyczy go bezpośrednio, brał lub bierze udział w jakiejkolwiek roli procesowej lub sprawie przed organem władzy publicznej w postępowaniu w tej samej sprawie, lub istnieje inna okoliczność mogąca wywołać uzasadnioną stronniczość w postępowaniu.
Wyłączenie takie może nastąpić na wniosek: posła lub osoby wezwanej przed komisję w celu złożenia zeznań. O wyłączeniu posła decyduje komisja w drodze uchwały, podjętej w drodze głosowania z wyłączeniem posła, którego to dotyczy. Jeżeli wnioski o wyłączeniu dotyczą większej liczby posłów, uchwałę w tej sprawie podejmuje Prezydium Sejmu. Jeżeli wniosek dotyczy posła kandydującego do składu komisji, uchwałę również podejmuje Prezydium Sejmu. Jeżeli istnieje taka potrzeba, wyboru uzupełniającego dokonuje Sejm.

### Zakres działania komisji
Sejmowa komisja śledcza związana jest zakresem przedmiotowym określonym w uchwale o jej powołaniu. Komisja powinna korzystać ze swoich uprawnień jedynie w zakresie niezbędnym do wyjaśnienia meritum sprawy, tak aby nie naruszać dóbr osobistych osób trzecich.

### Praca komisji
Pracami komisji kieruje jej prezydium, na zewnątrz reprezentuje ją i działa w jej imieniu przewodniczący komisji, lub z jego upoważnienia zastępca przewodniczącego

### Świadkowie
Każda osoba, która jest wezwana przez komisję śledczą, ma obowiązek stawić się przed nią i złożyć zeznanie. Osoba ta może ustanowić pełnomocnika. W zakresie przesłuchania świadka komisja powinna kierować się przepisami Kodeksu postępowania karnego dotyczącego wzywania i przesłuchiwania świadków oraz Kodeksu postępowania cywilnego co do ustanawiania pełnomocnika.
Jeżeli osoba wezwana przez komisję, bez usprawiedliwienia nie stawi się na wezwanie komisji, bez jej zezwolenia odejdzie z miejsca czynności przed jej zakończeniem albo bezpodstawnie uchyli się od złożenia zeznań lub złożenia przyrzeczenia, komisja może zwrócić się do sądu okręgowego w Warszawie, kierując wniosek o zastosowanie kary porządkowej. Na terenie Sejmu czynności związane z zastosowaniem kary porządkowej wykonuje, na polecenie sądu, Straż Marszałkowska.
Organy władzy państwowej, oraz organy innych osób prawnych i jednostek organizacyjnych niemających osobowości prawnej, na żądanie komisji składają pisemne wyjaśnienia, lub przedstawiają dokumenty będące w ich dyspozycji, albo akta każdej sprawy przez nie prowadzonej.
Komisja może zwrócić się do Prokuratora Generalnego o przeprowadzenie określonych czynności, w których może brać udział również przewodniczący lub upoważniony przez niego członek komisji.

### Prawa świadków
Osoby wezwane przez komisję mogą na własny wniosek, o którym powinny być pouczone, domagać się zwrotu uzasadnionych wydatków, jakie poniosły w związku z udziałem w posiedzeniu komisji, również z tytułu utraty zarobków (jednak nie więcej niż trzykrotności minimalnego wynagrodzenia za pracę).

### Zakończenie prac komisji
Jeżeli komisja w trakcie postępowania uznała, że dokonane przez nią ustalenia uzasadniają postawienie osobom mającym związek z zakresem przedmiotowym jej powołania zarzutu popełnienia w sposób zawiniony czynu naruszającego Konstytucję lub ustawę, występuje ze wstępnym wnioskiem (postanowionym większością 2/3 głosów w obecności co najmniej połowy liczby jej członków) o pociągnięcie tych osób do odpowiedzialności przed Trybunałem Stanu.
Komisja sporządza sprawozdanie ze
swojej działalności. Sprawozdanie komisji śledczej zawiera stanowisko komisji w sprawie określonej w uchwale o jej powołaniu. Sprawozdanie komisji śledczej może zawierać również zdania odrębne posłów – członków komisji. 
Zdanie odrębne zawiera odmienne stanowisko, co do całości albo części stanowiska komisji. Na posiedzeniu Sejmu sprawozdanie komisji śledczej prezentuje wybrany z jej składu poseł sprawozdawca, który obiektywnie przedstawia stanowisko komisji oraz zawarte w sprawozdaniu zdania odrębne.
Jeżeli komisja nie zakończyła swej działalności przed końcem kadencji Sejmu, który ją powołał, postępowanie przez nią prowadzone kończy się z dniem zakończenia kadencji. Jeżeli komisja przekazała Marszałkowi Sejmu sprawozdanie, a Sejm nie rozpatrzył go do końca kadencji, Sejm następnej kadencji może je rozpatrzyć.

## Tło historyczne
Pierwszą komisję śledczą w historii Polski powołano w 1530 roku, do rozstrzygnięcia sprawy dopiero co owdowiałej po Mikołaju Tomickim Anny de domo Lisowskiej. W 1529 lub 1530 miała ona mieć romans ze szlachcicem Duninem. Brat zmarłego – podkanclerzy koronny Piotr Tomicki – dowiedziawszy się o tym, prawdopodobnie postanowił wymierzyć sprawiedliwość na własną rękę. W zapiskach z roku 1530 czytamy wyciąg z prawa karnego, dotyczącego gwałcicieli:
konfiskata jego dóbr na rzecz męża lub rodziny (...) z racji raptu dokonanego przez urodzonego Dunina na wdowie po nieboszczyku Mikołaju Tomickim, kasztelanie gnieźnieńskim.
Sprawa odbiła się w ówczesnej Polsce na tyle szerokim echem, że król Zygmunt I powołał specjalną komisję śledczą, złożoną głównie z senatorów, do przeprowadzenia śledztwa, jak również wizji lokalnej miejsc i okoliczności z nią związanych.

## Lista komisji

### X kadencja
- Komisja śledcza ds. wyborów kopertowych
- Komisja śledcza ds. afery wizowej
- Komisja śledcza ds. Pegasusa

### VIII kadencja
- Komisja śledcza do zbadania prawidłowości i legalności działań organów i instytucji publicznych wobec podmiotów wchodzących w skład Grupy Amber Gold
- Komisja Śledcza do zbadania prawidłowości i legalności działań oraz występowania zaniedbań i zaniechań organów i instytucji publicznych w zakresie zapewnienia dochodów Skarbu Państwa z tytułu podatku od towarów i usług i podatku akcyzowego

### VI kadencja
- Komisja śledcza do zbadania sprawy przebiegu procesu legislacyjnego ustaw nowelizujących ustawę z dnia 29 lipca 1992 o grach i zakładach wzajemnych (KSGZ).
- Komisja Śledcza do zbadania okoliczności porwania i zabójstwa Krzysztofa Olewnika (SKKO).
- Komisja Śledcza do zbadania sprawy zarzutu nielegalnego wywierania wpływu przez członków Rady Ministrów, Komendanta Głównego Policji, Szefa Centralnego Biura Antykorupcyjnego oraz Szefa Agencji Bezpieczeństwa Wewnętrznego na funkcjonariuszy Policji, Centralnego Biura Antykorupcyjnego oraz Agencji Bezpieczeństwa Wewnętrznego, prokuratorów i osoby pełniące funkcje w organach wymiaru sprawiedliwości w celu wymuszenia przekroczenia uprawnień lub niedopełnienia obowiązków w związku z postępowaniami karnymi oraz czynnościami operacyjno-rozpoznawczymi w sprawach z udziałem lub przeciwko członkom Rady Ministrów, posłom na Sejm Rzeczypospolitej Polskiej i dziennikarzom, w okresie od 31 października 2005 roku do 16 listopada 2007 roku (popularnie: komisja ds. nacisków na służby specjalne).
- Komisja śledcza do zbadania okoliczności tragicznej śmierci byłej posłanki Barbary Blidy (SKBB).

### V kadencja
- Komisja śledcza do zbadania rozstrzygnięć dotyczących przekształceń kapitałowych i własnościowych w sektorze bankowym oraz działań organów nadzoru bankowego w okresie od 4 czerwca 1989 r. do 19 marca 2006 r.

### IV kadencja
- Sejmowa komisja śledcza do zbadania prawidłowości prywatyzacji Powszechnego Zakładu Ubezpieczeń Spółka Akcyjna
- Sejmowa komisja Śledcza do zbadania zarzutu nieprawidłowości w nadzorze Ministerstwa Skarbu Państwa nad przedstawicielami Skarbu Państwa w spółce PKN Orlen S.A. oraz zarzutu wykorzystania służb specjalnych (d. UOP) do nielegalnych nacisków na organa wymiaru sprawiedliwości w celu uzyskania postanowień służących do wywierania presji na członków Zarządu PKN Orlen S.A.
- Sejmowa komisja śledcza do zbadania ujawnionych w mediach zarzutów dotyczących przypadków korupcji podczas prac nad nowelizacją ustawy o radiofonii i telewizji – pierwsza sejmowa komisja śledcza w III RP.